# Cordylanthus nevinii
Cordylanthus nevinii är en snyltrotsväxtart som beskrevs av Asa Gray. Cordylanthus nevinii ingår i släktet Cordylanthus och familjen snyltrotsväxter. Inga underarter finns listade i Catalogue of Life.